# Résolution 357 du Conseil de sécurité des Nations unies
Membres permanents
- Chine
- États-Unis
- France
- Royaume-Uni
- URSS

Membres non permanents
- Australie
- Autriche
- RSS de Biélorussie
- Cameroun
- Costa Rica
- Indonésie
- Iraq
- Kenya
- Mauritanie
- Pérou

Résolution no 356 Résolution no 358
La résolution 357 du Conseil de sécurité des Nations unies fut adoptée à l'unanimité le 14 août 1974. Après avoir réaffirmé les résolutions antérieures sur le sujet, le Conseil a exigé que toutes les parties participant aux combats au Chypre cessent tout tir et toute action militaire. Il a appelé à la reprise des négociations et a décidé de rester saisi de la situation et de se réunir rapidement pour juger des mesures plus efficaces qui pourraient être nécessaires en cas d'échec du cessez-le-feu.

## Texte
- Résolution 357 sur fr.wikisource.org
- Résolution 357 sur en.wikisource.org